# ديفيد رايت (شاعر)
ديفيد رايت (بالإنجليزية: David Wright)‏ هو شاعر جنوب أفريقي، ولد في 23 فبراير 1920 في جوهانسبرغ في جنوب أفريقيا، وتوفي في 28 أغسطس 1994 في Heathfield and Waldron ‏ في المملكة المتحدة بسبب سرطان.